# Jean-Claude Pecker
Jean-Claude Pecker, fue un astrofísico francés. Nació el 10 de mayo de 1923 en Reims y falleció el 20 de febrero de 2020 en Port-Joinville, Fue profesor en el Collège de France y miembro de la Academia de Ciencias Francesa.

## Biografía

### Familia y formación
Jean-Claude Pecker era nieto del rabino Joseph Hermann de Reims. Su padre y su madre fueron deportados en mayo de 1944 para Auschwitz donde fueron asesinados.
Jean-Claude Pecker estudió en el Lycée Michel-Montaigne de Burdeos hasta la Segunda Guerra Mundial cuando tuvo que se esconder. Trotskista desde su mocedad, él fue miembro de la IV Internacional. Demasiado joven para luchar en las Brigadas Internacionales, fue camillero en el frente de batalla con los antifranquistas.

### Camino científico
Jean-Claude Pecker se interesó muy joven por la astrofísica. Cuando llegó la Liberación de Francia, integró a la École Normale Supérieure, donde asistió a los cursos de Alfred Kastler en 1945. Obtuvo en 1946 el prestigioso concurso de agregación de Física y, en 1950, el doctorado con la tesis “Contribución a la teoría del tipo espectral 2 – momentos nucleares".
Jean-Claude Pecker inició su carrera como profesor en Clermont-Ferrand (1952-1955), antes que se convirtiera en astrónomo del Observatorio de París. En 1962, fue nombrado director del Observatorio de Niza y, en el año siguiente, profesor del Collège de France, donde enseñó hasta 1988. Mientras tanto, también fue director del Institut d'astrophysique de Paris (1972-1978), vicepresidente de la Comisión Nacional para la UNESCO, presidente de la Sociedad Astronómica de Francia (1973-1976).
Sus principales trabajos en astrofísica están dedicados a las atmósferas solares y estelares y a las relaciones Sol-Tierra. Además de sus obras científicas, Jean-Claude Pecker contribuyó a la popularización de la astronomía a través sus obras destinadas al público en general. Por otra parte,  escribió centenas de artículos sobre derechos humanos, arte, relaciones entre ciencia y sociedad, como también de combate a la astrología que él consideraba pseudociencia. Por tanto, fue presidente honorario de la Asociación Francesa de Información Científica (AFIS).
Jean-Claude Pecker era librepensador y ateo.

## Oposición a la teoría del Big Bang
A partir de la década de 1950, Jean-Claude Pecker cuestionó el modelo estándar del Big Bang y sugirió "soluciones alternativas pero parciales" en sus propias palabras. Con otros 33 científicos, fue signatario de una carta abierta a la comunidad científica, en la que se denuncia lo que los autores califican como el dominio de un modelo estándar del Big Bang y de expansión del universo. Es verdad que las hipótesis planteadas, como la del fotón cansado, son de hecho criticadas, si no totalmente ignoradas, por los cosmólogos actuales.

## Obras
- « Le Ciel : et deux études », Paris, Hermann, coll. « Savoir », 1972, 2e éd. (1re éd. 1960), 157 p. (ISBN 2-7056-5734-7 et 978-2-7056-5734-5, OCLC 802481814, notice BNF no FRBNF33131033)
- Con Paul Couderc y Evry Schatzman, « L'Astronomie au jour le jour : trente-sept causeries radiophoniques faites au poste national », Paris, Gauthier-Villars, 1954, vi-152 p. (OCLC 490032348, notice BnF no FRBNF32609088)
- Con Evry Schatzman, « Astrophysique générale », Paris, Masson, 1959 (OCLC 878853353)
- « L'Astronomie expérimentale », Paris, Presses universitaires de France, 1969, 156 p. (notice BnF n° FRBNF33131032)
- « Laboratoires spatiaux », Paris, Presses universitaires de France, 1969
- « Papa, dis-moi, l'astronomie qu'est-ce que c'est ? », Gap, Ophrys, coll. « Papa, dis-moi », 1971, 78 p. (OCLC 893747181, notice BnF n° FRBNF43420282) Libro republicado en enero de 2022 por Z4 Editions.[6]
- « Clefs pour l'astronomie », Paris, Seghers, coll. « Clefs », 1981, 318 p. (ISBN 2-221-00655-0 et 978-2-221-00655-9, OCLC 405623750, notice BnF n° FRBNF36600644)
- « Sous l'étoile soleil », Paris, Fayard, coll. « Temps des sciences », 1984, 412 p. (ISBN 2-213-01421-3 et 978-2-213-01421-0, OCLC 12751228, notice BnF n° FRBNF34765946)
- Con Armand Delsemme y Hubert Reeves, « Pour comprendre l'univers », Flammarion, 1990
- « L'avenir du soleil », Hachette, 1990
- « Le Promeneur du ciel », Paris, Stock, coll. « Une passion, un métier », 1992, 313 p. (ISBN 2-234-02384-X et 978-2-234-02384-0, OCLC 406758993, notice BnF n° FRBNF36661438)
- « Le Soleil est une étoile », Paris, La Cité, coll. « Presses Pocket/Explora » (no 3617), 1992, 127 p. (ISBN 2-266-05069-9 et 978- 2-266-05069-2, OCLC 861062114, notice BnF n° FRBNF35522944)

### Dirección de obras
- « L'Astronomie nouvelle », Paris, Hachette, 1971
- « Astronomie Flammarion » (prefacio Marcel Golay), Paris, 1985, 1071 p., 2 volumes (ISBN 2-08-012048-4 et 978-2-08-012048-9, OCLC 14100288, notice BnF n° FRBNF36631005)
- “Understanding the Heavens : thirty centuries of astronomical ideas from ancient thinking to modern cosmology”, New York, Springer, coll. « Physics and astronomy online library », 2001, xii-597 p. (ISBN 3-540-63198-4 et 978-3-540-63198-9, OCLC 43552493, notice BnF n° FRBNF38818786
- « L'univers exploré, peu à peu expliqué », Paris, O. Jacob, coll. « Sciences », 2003, 335 p. (ISBN 2-7381-1188-2, OCLC 402244445
- « La photographie astronomique », Paris, Nathan, coll. « Photo-poche » (n° 97), 2003, 140 p. (ISBN 2-09-754182-8 et 978-2-09-754182-6, OCLC 57036377
- Con Jayant Narlikar, “Current Issues in Cosmology”, Cambridge, Cambridge University Press, 2006, x-267 p. (ISBN 0-521-85898-4 et 978-0-521-85898-4, OCLC 470608236, notice BnF n° FRBNF40199856)
- “Jérôme Lalande : Lettres à Madame du Pierry et au juge Honoré Flaugergues », édition de Simone Dumont et Jean-Claude Pecker, Librairie philosophique J. Vrin, 2007

### Prefacio de obras científicas
- Pierre Bayart, « La méridienne de France : et l'aventure de sa prolongation jusqu'aux Baléares », Paris, L'Harmattan, coll. « Acteurs de la science », 2007, 250 p. (ISBN 978-2-296-03874-5 et 2-296-03874-3, OCLC 470705111, notice BnF n° FRBNF41102575)
- Serge Rochain, « Histoire de la mesure des distances cosmiques : de Hipparque à Hubble », Londres, ISTE éditions, coll. « Histoire des sciences et des techniques », 2016, 222 p. (ISBN 978-1-78405-201-0 et 1-78405-201-9, OCLC 962405913, notice BnF n° FRBNF45222779
- Arkan Simaan, « La science au péril de sa vie : Les aventuriers de la mesure du monde », Paris, Adapt/Vuibert, coll. « Histoire des sciences », 2001, 206 p. (ISBN 2-909680-41-X)
- Arkan Simaan, « L’Image du monde de Newton à Einstein », Paris, Adapt/Vuibert, coll. « Histoire des sciences », 2005, 152 p. (ISBN 2-909680-67-3)

### Poesía
- « Galets », Les Nans, Z4 Éditions, 2015, 55 p. (ISBN 978-1-326-39574-2, lire en ligne [archive])
- « Galets poétiques » (photographies de Jean-Paul Fouques), Les Nans, Z4 Éditions, 2016, 71 p. (ISBN 978-1-326-47813-1
- « Lamento, 1944-1994 », Les Nans, Z4 Éditions, 2017, 48 p. (ISBN 978-0-244-62145-2)13,14,15

### Prefacio de obra poética
- Daniel Ziv, « Poèmes du vide », Les Nans, Z4 Éditions, 2015, 94 p. (ISBN 978-1-326-41987-5)

### Pintura
- « En voyage de quelque part à ailleurs – 1001 aquarelles », Z4 Éditions, 2014 (ISBN 978-1-291-79683-4)

### Tributo
- El nombre de Jean-Claude Pecker se le dio al asteroide (1629) Pecker